# Tadeusz Czajka (samorządowiec)
Tadeusz Czajka (ur. 31 lipca 1956 w Stoczku Łukowskim) – polski samorządowiec, od 2006 roku wójt gminy Tarnowo Podgórne.

## Życiorys
Wychowywał się wraz z sześciorgiem rodzeństwa. Od drugiego roku życia mieszkał u babci w Woli Zadybskiej, gdzie ukończył szkołę podstawową. Uczęszczał do technikum geologicznego ze specjalnością w geologii w Żelechowie. Uzyskał tytuł magistra politologii na Wydziale Nauk Politycznych i Dziennikarstwa Uniwersytetu Adama Mickiewicza w Poznaniu. Ukończył także podyplomowe Studium Prawa Samorządowego w Polskiej Akademii Nauk w Warszawie. Od 1976 roku zajmował się dozorem inżynieryjno-technicznym w Przedsiębiorstwie Badań Geofizycznych w Warszawie. Od 1990 roku był właścicielem zakładu produkcji schodów w Jankowicach.

### Działalność polityczna
W wyborach samorządowych w 1994 roku został wybrany na radnego Tarnowa Podgórnego, został wiceprzewodniczącym rady gminy. W wyborach w 1998 roku uzyskał reelekcję, a następnie powołano go na funkcję przewodniczącego rady gminy. W wyborach w 2002 roku ponownie wybrano go na radnego, utrzymał także funkcję przewodniczącego rady. Należał do Platformy Obywatelskiej. W wyborach w 2006 roku został wybrany na wójta Tarnowa Podgórnego, uzyskał 3867 głosów (50,83%). Urząd objął 30 listopada tego samego roku.
W wyborach samorządowych w 2010 roku uzyskał reelekcję, otrzymując 6255 głosów (76,25%). W wyborach w 2014 roku ponownie wybrano go na wójta w pierwszej turze, otrzymał 5829 głosów (68,71%). W 2017 roku odszedł z PO, powołując jednocześnie własne stowarzyszenie Wielkopolska Koalicja Samorządowa Bezpartyjni i Niezależni z zamiarem zarejestrowania list tej organizacji w wyborach. Został prezesem wielkopolskiego oddziału Ruchu Samorządowego „Bezpartyjni”. W wyborach w 2018 roku uzyskał reelekcję na funkcję wójta, otrzymując 9697 głosów (73,20%). W grudniu 2020 roku, razem z byłymi działaczami Bezpartyjnych Samorządowców (w tym m.in. prezydentami Szczecina i Zielonej Góry) powołał Ogólnopolską Koalicję Samorządową, której został przewodniczącym. W marcu 2023 roku Szymon Hołownia zapowiedział jego start do Sejmu z listy Polski 2050 w wyborach parlamentarnych w tym samym roku, zrezygnował jednak ze startu. Został przewodniczącym zarejestrowanej 22 lutego 2024 partii Koalicja Samorządowa. W wyborach w tym samym roku ponownie uzyskał reelekcję na funkcję wójta, otrzymując 8715 głosów (62,99%). Startował z własnego komitetu (podczas gdy w każdych poprzednich wyborach reprezentował komitet Partnerstwo i Gospodarność). W czerwcu tego samego roku Piotr Krzystek zastąpił go na funkcji szefa stowarzyszenia OKS, które we wrześniu tego samego roku przemianowało się na OK „Polska” (został wówczas jego wiceprzewodniczącym).

## Życie prywatne
Jest żonaty z Lucyną, wraz z którą ma pięcioro dzieci: Mirosławę, Annę, Aleksandrę, Cezarego oraz Marcelinę. Rodzina zamieszkała w Jankowicach.